# Joseph Acaba
Joseph Michael Acaba, detto Joe (Inglewood, 17 maggio 1967), è un astronauta e idrogeologo statunitense, di origini portoricane.
Venne selezionato dalla NASA come Specialista di missione educatore, avendo insegnato precedentemente nelle scuole medie e superiori. Partecipò a tre missioni spaziali, una di breve durata per la missione STS-119 (diventando il primo astronauta di origine portoricana) e due di lunga durata per le Expedition 31/32 e Expedition 53/54 della Stazione spaziale internazionale. Dopo la sua ultima missione ricoprì il ruolo di direttore delle operazioni in Russia alla Città delle Stelle, supportando l'addestramento dell'equipaggio nel veicolo Sojuz e nel Segmento russo.

## Istruzione
Conseguì una laurea in geologia presso l'Università della California nel 1990 e un master nello stesso campo presso l'Università dell'Arizona nel 1992. Nel 2015 prese un secondo master in Education, Curriculum and Instruction alla Texas Tech University.

## Carriera come insegnante
Acaba era un membro delle riserve del Corpo dei Marines statunitensi. Lavorò come idrogeologo a Los Angeles, principalmente su siti superfund, nella valutazione e bonifica dei contaminanti delle falde acquifere. Trascorse due anni nel Peace Corps statunitense come promotore di sensibilizzazione all'educazione ambientale nella Repubblica Dominicana. Fu anche il direttore del Caribbean Marine Research Center a Lee Stocking Island degli Exuma, Bahamas. Prima di arrivare alla NASA, insegnò scienze per un anno alla scuola superiore Melbourne e matematica e scienze per quattro anni nella scuola media Dunnellon.

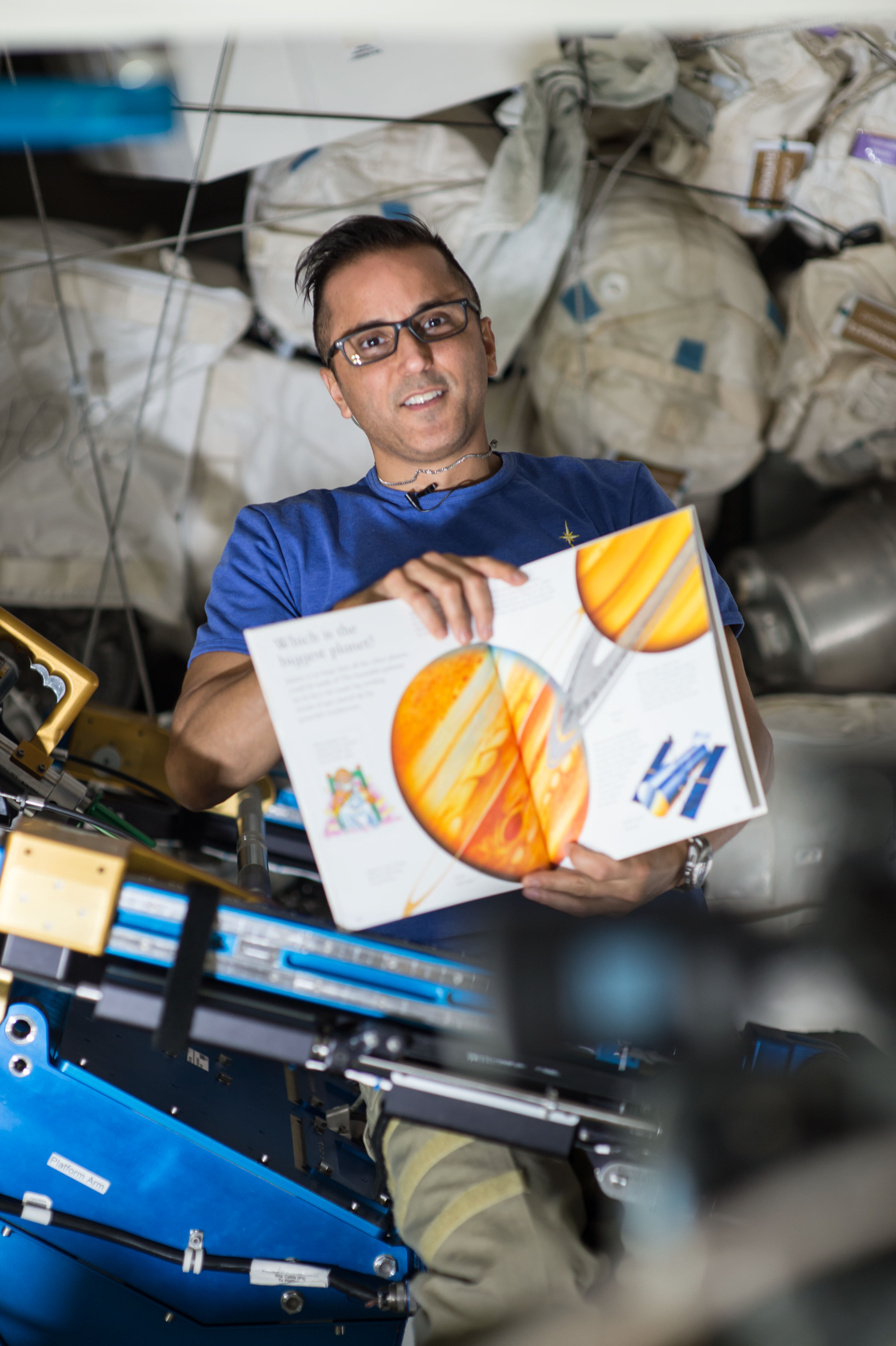
Acaba registra un video in cui legge un libro sullo spazio ai bambini per il programma NASA Un anno di educazione nel 2018

## Carriera come astronauta
Venne selezionato come candidato astronauta per il ruolo di Specialista di missione educatore del Gruppo 19 della NASA nel maggio 2004. Dopo aver completato l'addestramento di base due anni dopo, venne assegnato alla squadra di integrazione dell'hardware del dipartimento della Stazione spaziale internazionale dell'Ufficio astronauti, lavorando sull'integrazione dell'hardware dell'Agenzia spaziale europea (ESA). Successivamente fece parte del dipartimento Space Shuttle, supportando i preparativi per i lanci e gli atterraggi dello Shuttle al Kennedy Space Center. Servì inoltre come capo dipartimento delle Operazioni della Stazione Spaziale Internazionale, divenendo responsabile della preparazione della missione e del supporto in orbita degli equipaggi. Nel settembre 2013 fu comandante della missione analoga sottomarina SEATEST II, durante la quale trascorse quattro giorni a bordo del laboratorio Aquarius situato nel fondale sottomarino vicino alla costa di Key Largo. Nell'estate del 2019 partecipò a un'altra missione analoga, stavolta all'interno di una grotta in Slovenia, per la missione di una settimana ESA CAVES 2019. Dopo la sua terza missione, Acaba ricoprì il ruolo di direttore delle operazioni NASA in Russia alla Città delle Stelle supportando l'addestramento della Sojuz e del Segmento russo dei membri statunitensi degli equipaggi.

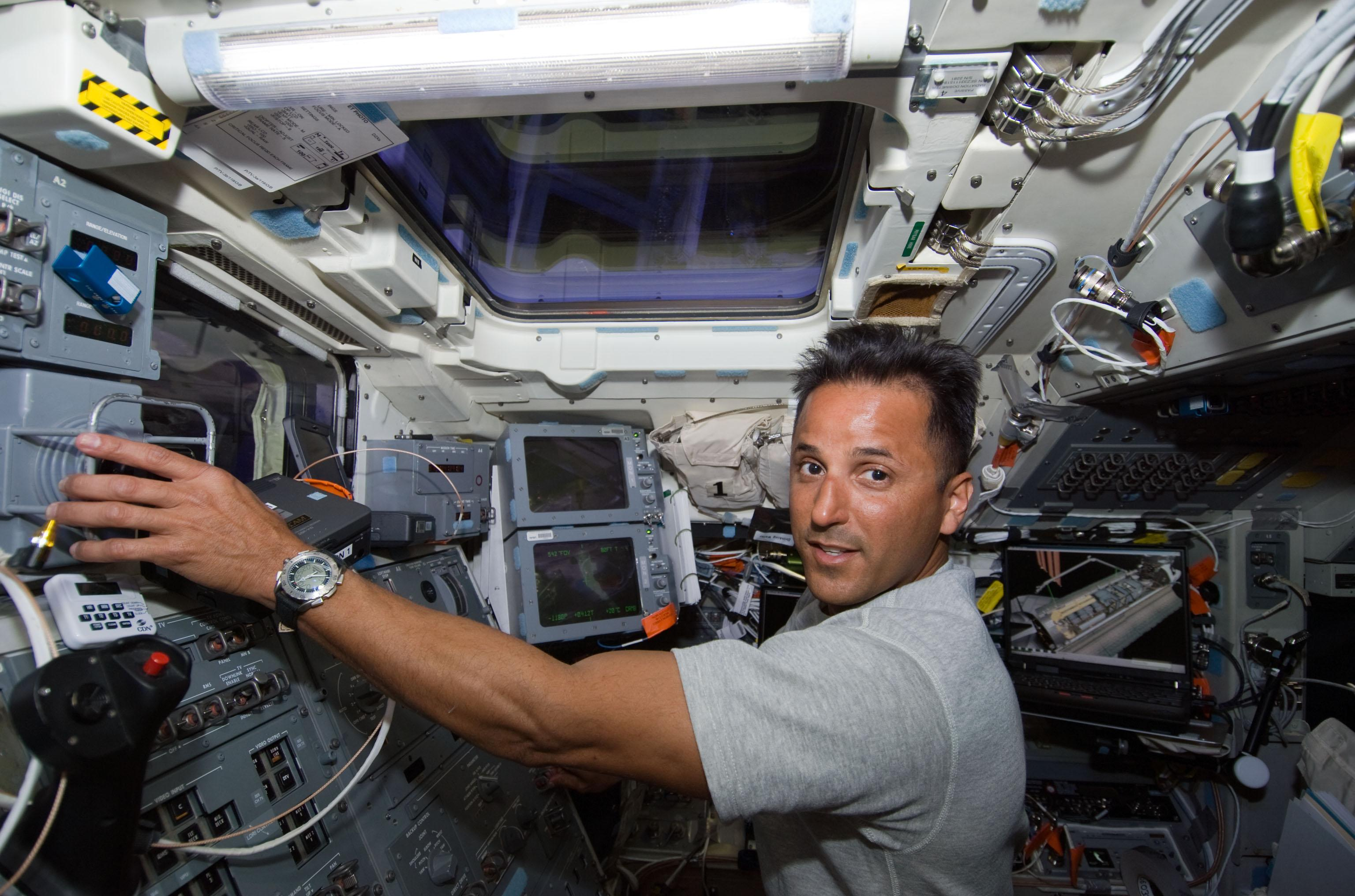
All'interno dello Shuttle per l'STS-119 ai comandi del Canadarm1 dello Shuttle

### STS-119
Partì per la sua prima missione il 15 marzo 2009, la STS-119, a bordo dello Space Shuttle Discovery con un equipaggio di sette persone, diventando il primo astronauta di origine portoricana. L'obiettivo principale di questa missione era l'installazione degli ultimi due pannelli solari della Stazione spaziale internazionale (ISS), del quale Acaba si occupò in prima persona eseguendo due delle tre attività extraveicolari della missione. La prima avvenne il 21 marzo con Steven Swanson, mentre la seconda il 23 marzo con Richard Arnold, entrambe della durata circa di sei ore e mezzo. Tornò sulla Terra il 28 marzo, atterrando alla pista 15 del NASA Shuttle Landing Facility.

### Expedition 31/32
La sua seconda missione iniziò il 15 maggio 2012, questa volta a bordo di un Sojuz, la Sojuz TMA-04M, con il comandante sojuz Gennadij Padalka e l'ingegnere di volo Sergej Revin per l'Expedition 31/32 sulla ISS. Durante il suo secondo volo Acaba supportò l'arrivo di diverse navicelle cargo, tra cui la prima missione del Dragon di SpaceX. Ci furono altri avvenimenti di notevole rilevanza come lo sgancio e il riattracco della navicella cargo Progress 47 per dei test, e la prima volta che una Progress riuscì ad attraccarsi autonomamente alla Stazione solo un giorno dopo lancio, invece dei soliti due. Atterrò 124 giorni dopo, il 17 settembre 2012, con i colleghi della Sojuz TMA-04M nelle steppe del Kazakistan.

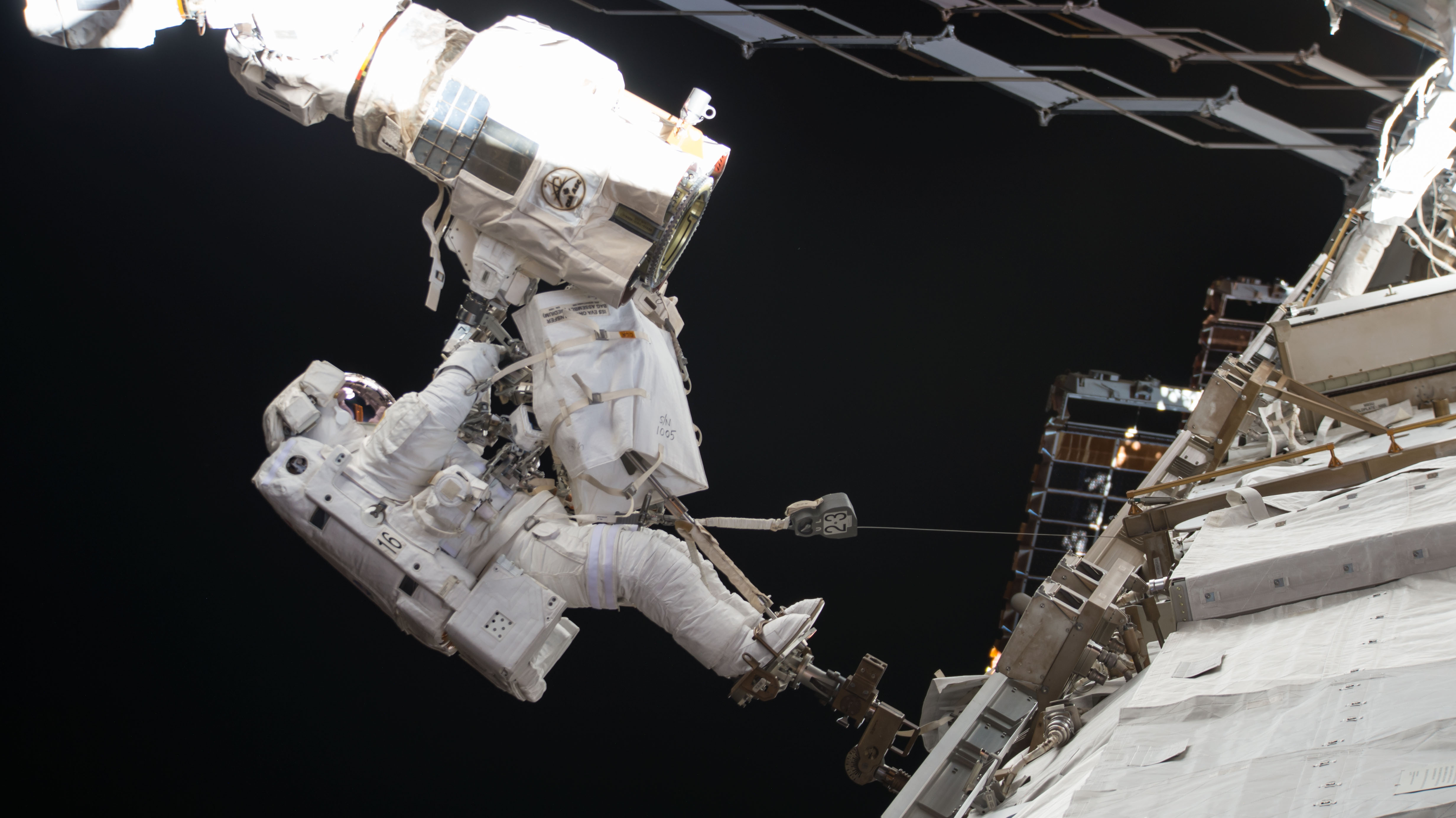
Acaba durante l'EVA dell'Expedition 53 vicino al Latching End Effector del Canadarm2

### Expedition 53/54
Venne lanciato per la terza missione il 13 settembre 2018 con il comandante Aleksandr Misurkin e l'astronauta Mark Vande Hei a bordo della navicella Sojuz MS-06 dal Cosmodromo di Bajkonur. Durante questa missione i membri NASA dell'equipaggio aumentarono portando ad un aumento nel tempo dedicato alla ricerca, che raggiunse il tempo record di 100 ore in una settimana. Acaba si occupò inoltre della manutenzione della Stazione, tra cui lo svolgimento di un'attività extraveicolare insieme a Randolph Bresnik per lubrificare un Latching End Effector del Canadarm2 e installare nuove telecamere sul braccio robotico e sul Truss della ISS. Con la permanenza sulla ISS di Acaba e dell'educatore Richard Arnold (Expedition 55/56) la NASA celebrò un anno di educazione sulla ISS, durante il quale sia Acaba che Arnold crearono a bordo della ISS numerosi approfondimenti scientifici per gli studenti. Fece ritorno sulla Terra il 28 febbraio 2019, dopo 168 giorni di missione.